# Hegyhátszentjakab
Hegyhátszentjakab è un comune dell'Ungheria di 294 abitanti (dati 2001). È situato nella contea di Vas.